# François Leterrier
François Leterrier  (Margny-lès-Compiègne, 26 mei 1929 - 4 december 2020) was een Franse regisseur en acteur.

## Biografie
Na zijn studie filosofie en tijdens zijn militaire dienst in Marokko, werd hij gevraagd door Robert Bresson voor de rol van commandant André Devigny in Un condamné à mort s'est échappé. Na assistent te zijn geweest bij verschillende regisseurs als Louis Malle, Étienne Périer en Yves Allégret regisseerde hij in 1961 voor het eerst zelf: de film Les Mauvais coups.
Hoewel hij tweemaal de Grand Prix du cinéma français won, waren zijn films zelden een commercieel succes.
Hij was de vader van regisseur Louis Leterrier.

## Filmografie

### Bioscoopfilms (regie)
- 1961 : Les Mauvais Coups, met Simone Signoret
- 1963 : Un roi sans divertissement, met Claude Giraud, Charles Vanel, en Colette Renard
- 1969 : La Chasse royale, met Sami Frey en Claude Brasseur
- 1973 : Projection privée, met Françoise Fabian en Jane Birkin
- 1977 : Goodbye, Emmanuelle, met Sylvia Kristel
- 1978 : Va voir maman, papa travaille, met Marlène Jobert
- 1980 : Je vais craquer, met Christian Clavier
- 1981 : Les Babas Cool, met Christian Clavier
- 1984 : Le Garde du corps, met Gérard Jugnot en Jane Birkin
- 1985 : Tranches de vie, naar het stripverhaal van Gérard Lauzier
- 1991 : Le Fils du Mékong, met Jacques Villeret

### Televisie (regie)
- 1965 : La Guêpe
- 1976 : Milady
- 1979 : Pierrot mon ami
- 1981 : Le Voleur d'enfants
- 1986 : Le Cœur du voyage
- 1987 : L'Île, feuilleton
- 1989 : Imogène (3 episodes)
- 1993 : Clovis (2 episodes)

### Als acteur
- 1956 : Un condamné à mort s'est échappé van Robert Bresson
- 1974 : Stavisky van Alain Resnais

- Bibsys: 99006400
- Biblioteca Nacional de España: XX1298886
- Bibliothèque nationale de France: cb138965866 (data)
- Gemeinsame Normdatei: 13825219X
- International Standard Name Identifier: 0000 0000 7824 0523
- Library of Congress Control Number: no97010463
- Nationale Bibliotheek van Tsjechië: xx0176679
- Réseau des bibliothèques de Suisse occidentale: 02-A012374963
- Système universitaire de documentation: 079258107
- Virtual International Authority File: 88297463
- WorldCat: E39PBJqK8hmX8DpYp6yfwq7PwC